# サルモレッホ
サルモレッホ（スペイン語: salmorejo）とは、トマトを主原材料とした冷製のスープである。スペイン南部のコルドバが発祥地とされ、アンダルシア料理に含まれる。日本語ではサルモレホやサルモレーホと片仮名転記される場合がある。スペインのカナリア諸島には、似た名称で異なる料理のコネホ・エン・サルモレッホという料理が存在する。

## 背景

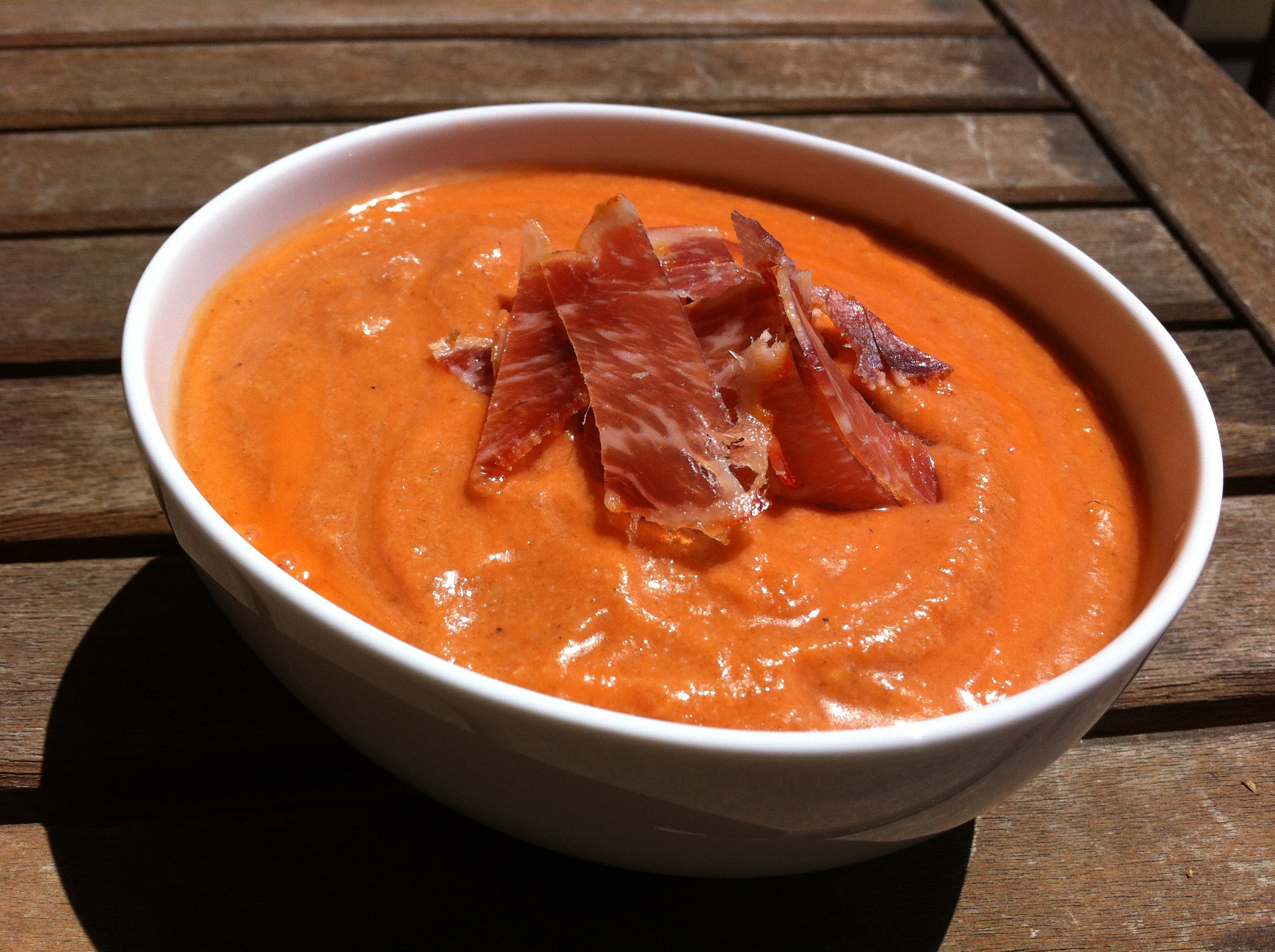
サルモレッホの調理例。

スペイン南部は、サハラ沙漠方面から地中海を越えて襲来する熱く乾燥した風などの影響により夏に高温になる上に、地中海性気候は夏に乾燥する傾向にある上に、スペインの内陸部は山に囲まれているなどの影響もあって、特にスペイン内陸部の夏は高温で乾燥する。サルモレッホはスペイン南部のアンダルシア州の内陸部に位置するコルドバ県の県都コルドバが発祥の料理とされている。そのためか、コルドバでは2009年時点において、コルドバのバールなどでは至る所で提供されているという。
ところで、スペインのアンダルシア州などにおいて、夏期に作られることが多いトマトを主原材料とした冷製スープとしては、他にガスパチョが有名である。このガスパチョとサルモレッホは似た料理であるとされる。また、スペインでは食用の油脂としてバターはあまり使用せず、対して、オリーブオイルが多用されることが知られる。加えて、ニンニクも多用される食材として知られる。サルモレッホにもガスパチョにも、オリーブオイルとニンニクが組み合わされて使用されている。

## 特徴
サルモレッホとガスパチョは、いずれもトマトを主原材料とした冷製のスープである。そして、ガスパチョは比較的濃厚なスープであると言われる。そのガスパチョと比較してサルモレッホは、バゲットのようなパンも材料として使用するので、より腹持ちが良いと言われている。

## その他の似た料理
アンダルシア地方には、アルドリア（ardoria）や、ほぐしたツナをトッピングしたポーラ・アンテケラーナなど、他にも類似の料理が存在する。

## 似た名称の別な料理
カナリア諸島の料理にも、サルモレッホと呼ばれるマリネに似た調理法がある。カナリア諸島のサルモレッホには、塩、ニンニク、パプリカ、コショウなどが用いられる。島の伝統料理のコネホ・エン・サルモレッホは、サルモレッホに漬け込んだウサギ肉をフライパンで焼いてから、煮詰めたサルモレッホに戻して煮込んで仕上げる。